# Koczergiszki (rejon ignaliński)
Koczergiszki (lit. Kačergiškė) – wieś na Litwie, w okręgu uciańskim, w rejonie ignalińskim, w gminie Dauieliszki Nowe.

## Historia
W czasach zaborów miasteczko w gminie Daugieliszki, w powiecie święciańskim, w guberni wileńskiej Imperium Rosyjskiego. W 1866 roku miało 50 mieszkańców w 8 domach. W 1905 roku liczyło 31 mieszkańców, 39 dziesięcin.
W dwudziestoleciu międzywojennym zaścianek leżał w Polsce, w województwie wileńskim, w powiecie święciańskim, w gminie Daugieliszki.
W 1931 w 3 domach zamieszkiwało 20 osób.
Miejscowość należała do parafii rzymskokatolickiej w Daugieliszkach. Podlegała pod Sąd Grodzki w Święcianach i Okręgowy w Wilnie; właściwy urząd pocztowy mieścił się w Daugieliszkach.